# Spånga Idrottssällskap
O Spånga Idrottssällskap Fotboll, ou simplesmente Spånga IS FK, é um clube de futebol da Suécia fundado em 6 de setembro de 1929. Sua sede fica localizada em Estocolmo.